# West Whittier-Los Nietos
West Whittier-Los Nietos är en ort (CDP) i Los Angeles County, i delstaten Kalifornien, USA. Enligt United States Census Bureau har orten en folkmängd på 25 540 invånare (2010) och en landarea på 6,5 km².